# Necydalis kumei
Necydalis kumei là một loài bọ cánh cứng trong họ Cerambycidae.